# Mišjakinje
Mišjakinje ili mišoptice (lat. Coliidae) su jedina porodica ptica u redu mišjakinjki (Coliiformes). Porodica ima dva roda i šest vrsta. Ime su dobili jer su kao i miševi druželjubivi, imaju jednaku boju perja i kreću se kroz grmlje na isti način. 
Mišjakinje su malene, nježne ptice i žive samo u afričkim savanama južno od Sahare. Žive u skupinama koje mogu imati i do dvadesetak jedinki. Vrlo spretno se kreću po stablima i uz pomoć snažnih, oštrih kandžica mogu visiti na granama okrenute naglavce. Kad se zajedno odmaraju, guraju se u hrpu i uzajamno se griju. Repna pera su im dugačka, a drugo perje meko i sivkasto do smeđe. Na glavi imaju kukmicu. Kako im je perje vrlo gusto, bez problema se kreću kroz gusto, bodljikavo grmlje. Kljunovi su kratki i povijeni prema dole. Građa tijela i boja perja se od vrste do vrste gotovo ne razlikuje, kao što i nema razlike između mužjaka i ženki. Tanjurasta, jednostavna gnijezda grade od biljnog materijala na stablima ili u grmlju, a leglo ima najčešće tri, a ponekad i do šest jaja. Hrane se sjemenjem i voćem.

### Rodovi i vrste
- Colius
  - Smeđa mišjakinja,[2] Colius striatus
  - Riđoleđa mišjakinja,[2] Colius castanotus
  - Bjeloglava mišjakinja,[2] Colius leucocephalus
  - Sivoglava mišjakinja,[2] Colius colius
- Urocolius
  - Pepeljasta mišjakinja,[2] Urocolius macrourus
  - Crvenolica mišjakinja,[2] Urocolius indicus

## Drugi projekti
|  | Zajednički poslužitelj ima još gradiva o temi mišjakinje |
|  | Wikivrste imaju podatke o taksonu mišjakinjama           |